# Sunday Night Sessions
Sunday Night Sessions è un album in studio di cover del cantautore britannico Passenger, pubblicato il 2 luglio 2017.

## Tracce
Tutte le tracce sono cover.
1. Hotel California – 4:45
2. Fast Car – 3:55
3. Ain't No Sunshine – 3:50
4. Heart Of Gold – 2:46
5. Angie – 3:14
6. Love Will Tear Us Apart – 2:56
7. And It Stoned Me – 4:56
8. Girl From The North Country – 3:33
9. Losing My Religion – 4:43
10. A Change Is Gonna Come – 3:21
11. Space Oddity – 4:21
12. Vincent – 3:59